# Alloxysta brachyptera
Alloxysta brachyptera är en stekelart som först beskrevs av Hartig 1840.  Alloxysta brachyptera ingår i släktet Alloxysta, och familjen glattsteklar. Arten är reproducerande i Sverige.